# Istedlejonet

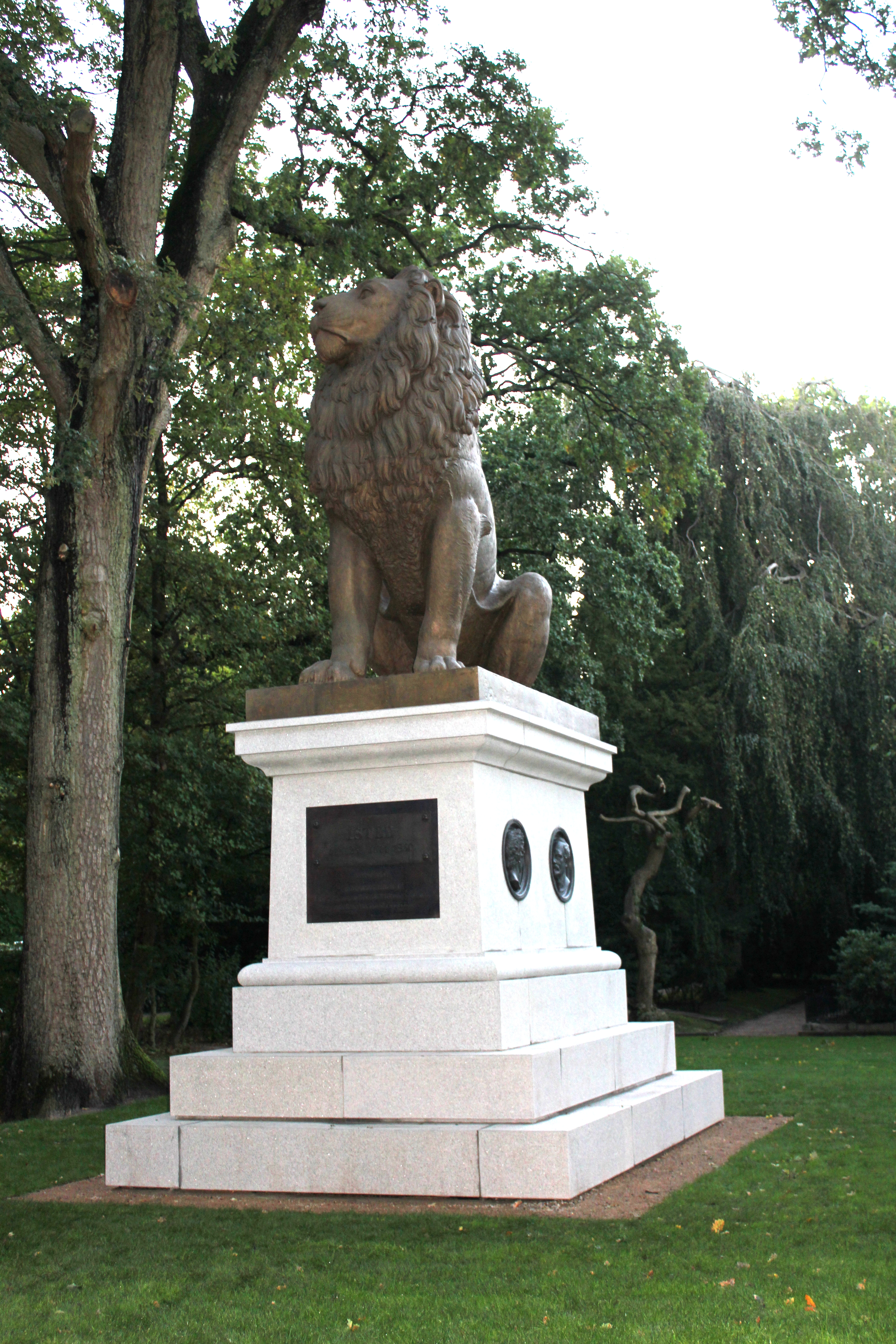
Istedlejonet på plats på Flensburgs gamla kyrkogård, september 2011

Istedlejonet (danska: Istedløven, tyska: Der Flensburger Löwe) är en skulptur föreställande ett sittande lejon, som står på Flensburgs gamla kyrkogård i nuvarande Schleswig-Holstein, Tyskland.
Lejonet skulpterades av den danska bildhuggaren Herman Wilhelm Bissen 1859-1860 till minne av slaget vid Isted 1850. Statyn restes 1862 på kyrkogården i Flensburg, som då tillhörde Danmark, men efter den danska förlusten i dansk-tyska kriget 1864 fördes den som krigsbyte till Berlin, där den ställdes upp vid den preussiska kadettakademin i Berlin-Lichterfelde. Efter ett initiativ av Henrik V. Ringsted, korrespondent för Politiken, återgavs statyn 1945 till Danmark av den amerikanska militären, som transporterade den till Köpenhamn, där den gavs till Kristian X. Statyn ställdes då utanför Tøjhusmuseets gård. Den 10 september 2011 kunde Istedlejonet återvända till sin ursprungliga plats på Flensburgs gamla kyrkogård.